# من (فیلم ۱۳۹۴)
من فیلمی در سبک درام اجتماعی به کارگردانی و نویسندگی سهیل بیرقی و تهیه‌کنندگی سعید سعدی و سعید خانی محصول سال ۱۳۹۴ است.
این فیلم برای حضور در بخش سودای سیمرغ و همچنین نگاه نو سی و چهارمین دوره جشنواره فیلم فجر انتخاب شده است. این فیلم در تاریخ ۲۷ مرداد ۱۳۹۵ در سینماهای ایران اکران شده است.

## خلاصهٔ فیلم
این فیلم داستان زنی به نام آذر است که اقدام به کارهای غیرقانونی و خلاف برای دیگران و کسب درآمد از این راه می‌کند.

## بازیگران
| بازیگر         | نقش      | توضیحات                       |
| -------------- | -------- | ----------------------------- |
| لیلا حاتمی     | آذر      | نقش اصلی فیلم                 |
| امیر جدیدی     | آریا     | خواننده                       |
| بهنوش بختیاری  | ملیحه    | صاحب زمین قبرستان             |
| علیرضا استادی  | امیر     | پیمانکار                      |
| علی منصور      | مجتبی    | فرد دنبال معافیت سربازی       |
| سعید عطائیان   | محسن     | همکار آذر در کارخانه آب معدنی |
| مرتضی آقاحسینی | دکتر     |                               |
| استفانی کالی   | آلیس     | دوست مجتبی در خارج            |
| مانی حقیقی     | راپورتچی | فرد آمار دهنده                |

## اکران

### داخلی
اولین اکران من در سی و چهارمین جشنوارهٔ فیلم فجر (بهمن ۱۳۹۴) بود.
فیلم من در تاریخ ۲۷ مرداد ۱۳۹۵ با تعداد بسیار پایین ۱۴ سالن سینما اکران خود را شروع کرد و با استقبال فوق‌العاده‌ای مواجه شد؛ به طوری که پس از ۱۰ روز و تنها در ۱۷ سالن تهران و ۱۰ سالن در شهرهای دیگر از مرز ۶۰۰ میلیون تومان فروش عبور کرد. این فیلم از هفتهٔ دوم به سوددهی در اکران رسید و در نهایت تا ۱۴ آبان همان سال در مجموع اکران داخلی و خارجی با سه میلیارد تومان فروش به اکران داخلی خود پایان داد.

### بین‌المللی
فیلم من در جشنواره‌های چهار قاره و چندین کشور شرکت کرد یا به نمایش درآمد.
فیلم در سایت آمازون به فروش می‌رسد.

#### آسیا
- پانزدهمین جشنواره فیلم پونا (۱۲ تا ۱۹ ژانویه ۲۰۱۷، پونا، هند)
- موزهٔ ملی فیلم چین (۲۳ تا ۲۹ آگوست ۲۰۱۷، پکن، چین)
- جشنواره بین‌المللی فیلم گووهاتی (۲۸ اکتبر تا ۲ نوامبر ۲۰۱۷، هند)

#### اروپا
- ششمین جشنواره فیلم‌های ایرانی پراگ، نامزد بخش رقابتی (۱۰ تا ۲۱ ژانویه ۲۰۱۷، پراگ، جمهوری چک)
- هفتمین دوره جشنواره فیلم‌های ایرانی لندن (۲۸ اکتبر تا ۷ نوامبر ۲۰۱۶، لندن، بریتانیا)
- بیستمین دوره جشنواره فیلم شب‌های سیاه تالین در بخش فروم (۱۱ تا ۲۷ نوامبر ۲۰۱۶، تالین، استونی)
- نمایش در باشگاه سینمای ایرانی ژنو (مه ۲۰۱۷، ژنو، سوییس)
- جشنواره فیلم‌های ایرانی زوریخ (مه ۲۰۱۷، ژنو، سوییس)

#### اقیانوسیه
- ششمین جشنواره فیلم‌های ایرانی استرالیا (۲۰ اکتبر تا ۱۳ نوامبر ۲۰۱۹، ملبورن، بریزبن و سیدنی، استرالیا)[۸]

#### آمریکا
- نمایش در موزهٔ هنرهای زیبای هیوستون (۲۰ تا ۲۲ ژانویه ۲۰۱۷، هیوستون، ایالات متحده)
- نمایش در موزهٔ هنرهای زیبای بوستون (۲۶ و ۲۸ ژانوبه ۲۰۱۷، بوستون، ایالات متحده)
- نمایش در مرکز فیلم جین سیسکل (۴ و ۵ فوریه ۲۰۱۷، شیکاگو، ایالات متحده)
- نمایش در مؤسسه اسمیت‌سونین، واشینگتن (۱۱ فوریه ۲۰۱۷، واشینگتن، ایالات متحده)
- نمایش در لس‌آنجلس، سان فرانسیسکو، دالاس و شهرستان اورنج[نیازمند منبع]
- نمایش در کانادا (ونکوور و تورنتو)[نیازمند منبع]

## جوایز
| سال  | جایزه                              | بخش                        | نامزد         | نتیجه    |
| ---- | ---------------------------------- | -------------------------- | ------------- | -------- |
| ۱۳۹۴ | سی و چهارمین دوره جشنواره فیلم فجر | نگاه نو                    | من            | حضور     |
| ۱۳۹۴ | سی و چهارمین دوره جشنواره فیلم فجر | سودای سیمرغ                | من            | حضور     |
| ۱۳۹۴ | سی و چهارمین دوره جشنواره فیلم فجر | بهترین بازیگر نقش مکمل مرد | امیر جدیدی    | نامزدشده |
| ۱۳۹۴ | سی و چهارمین دوره جشنواره فیلم فجر | بهترین بازیگر نقش مکمل زن  | بهنوش بختیاری | نامزدشده |

### نوزدهمین جشن سینمای ایران
- نامزد بهترین بازیگر نقش مکمل زن (بهنوش بختیاری)
- نامزد بهترین فیلمنامه (سهیل بیرقی)
- نامزد بهترین صدابرداری (ناصر انتظاری)
- نامزد بهترین صداگذاری (علیرضا علویان)

## مخالفت‌ها و حواشی

### صداوسیما
سهیل بیرقی در نشست خبری «من» که در ایسنا برگزار شد، ادعا کرد که علی‌رغم هماهنگی‌های قبلی و صدور کد پخش تلویزیونی تیزر با رأی مثبت تملم اعضای شورای مربوطه، صداوسیما به دلیل پخش تیزر فیلم از شبکهٔ جِم از پخش آن جلوگیری کرده است. همچنین به گفتهٔ او مدیر بازرگانی صداوسیما درخواست سند خانه کرده تا هر زمان که مشخص شد ادعای ندادن تیزر به جِم دروغ بوده، روی آن سد اقدام قانونی کنند. او در پاسخ به پرسش «دلیل این که تیزر ندارید چیست» گفت:
آنها (جِم) تیزر را از وب‌سایت‌هایی که منتشرش کرده‌اند، برمی‌دارند و به عنوان حمایت از کالای ایرانی پخش می‌کنند. پخش سرخود آنها باعث می‌شود جایی مثل رسانهٔ ملی تیزر ما را پخش نکند… الان ما نه پخش خود جوش تیزرها از این شبکهٔ ماهواره‌ای را داریم و نه صداوسیما را…

این در حالی است که فیلم دیگری که همزمان با ما اکران شده و تیزرهای بیشتری نسبت به ما در جم دارد، سهمیه ۱۷۰ تیزر رایگانش از تلویزیون گرفته است.

### تبلیغات شهری و مطبوعات
سعید خانی (تهیه‌کننده) به ایسنا گفت که این فیلم به هیچ وجه از تبلیغات تلویزیونی، محیطی و شهری استفاده نکرده و تنها با استفاده از یک تیم ۱۵ نفره برای تولید محتوا در فضای مجازی توانسته به فروش ۶۰۰ میلیون تومانی در ده روز برسد.

### لغو اکران در مشهد
اکران من در قالب جشنوارهٔ سی و چهارم فجر و در شهر مشهد نیز لغو شد.

### استفاده از رده‌بندی سنی برای تبلیغات
برخی از منتقدان گفتند از عبارت «تماشای این فیلم به افراد زیر ۱۵ سال توصیه نمی‌شود» در پوستر و تیزرهای فیلم، برای تبلیغات و جذب مخاطبان نوجوان به تماشای فیلم استفاده شده، در حالی که فیلم چنین محتوایی ندارد. اما عوامل اعلام کردند که رده‌بندی سنی توسط شورای پروانهٔ نمایش تعیین می‌شود و درج آن در پوستر به حکم این شوراست.

## فروش
سهیل بیرقی در نشست خبری فیلم اعلام کرد که «اگر فروش به یک میلیارد و ۱۰ میلیون تومان برسد، وارد مرحلهٔ سوددهی می‌شود.» بنابراین این فیلم با ۱ میلیارد و ۱۸۱ میلیون تومان سود، توانسته بیش از دو برابر هزینهٔ ساخت خود بفروشد.
ماهنامهٔ سینمایی فیلم نیز «من» را «فیلمی پرطرفدار در سالن‌های مردمی» دانست که نظر مثبت اغلب منتقدان را برانگیخته است.